# أويفيند رود
أويفيند رود (بالنرويجية البوكمول: Øyvind Ruud)‏ هو سياسي نرويجي، ولد في 30 ديسمبر 1944، وتوفي في 20 فبراير 2015. حزبياً، نشط في الحزب الديمقراطي المسيحي. وقد انتخب county mayor of Akershus ‏ (1988 – 1991).